# Snösystern
Snøsøsteren és una pel·lícula dramàtica noruega de temàtica nadalenca que s'estrenarà a Netflix el 29 de novembre de 2024. La pel·lícula està basada en el llibre infantil homònim de Maja Lunde i Lisa Aisato del 2019. La pel·lícula és dirigida per Cecilie Mosli a partir d'un guió escrit per les mateixes Lunde i Aisatos, amb Siv Rajendram. S'ha subtitulat al català.

## Sinopsi
S'acosta la nit de Nadal i en Julian farà 11 anys. Solia ser el millor dia de l'any, amb l'aroma de les galetes de gingebre i mandarines, l'espurneig del foc a la xemeneia, l'arbre de Nadal cobert d'ornaments i la llum de les espelmes. Però aquest any tot ha canviat. La família plora la mort de la seva germana gran, i en Julian sent que les festes s'han apagat. Fins que coneix la Hedwig, una nena que adora Nadal, i comença a creure que al final és possible que el celebrin. Però la casa de la Hedwig és molt estranya. I qui és el vell que els espia tota l'estona?